# Ben Chafin
Augustus Benton "Ben" Chafin Jr. (Abingdon, 18 de mayo de 1960 - Richmond, 1 de enero de 2021) fue un abogado, agricultor y político estadounidense de Virginia. Miembro del Partido Republicano, Chafin representó al distrito 38 del Senado de Virginia.

## Carrera
Chafin estableció su propio bufete de abogados en 1986. Representó a la Autoridad de Desarrollo Industrial del Condado de Russell como abogado.
Chafin fue elegido para representar al cuarto distrito en la Cámara de Delegados de Virginia en las elecciones de 2013. Se postuló en una elección especial para el Senado de Virginia. Fue elegido con el 59,55% de los votos el 19 de agosto de 2014, en una elección especial. La victoria de Chafin devolvió el control del Senado de Virginia a los republicanos, de 21 a 19, después de que los demócratas obtuvieron el control con la juramentación del vicegobernador Ralph Northam tras las elecciones generales de 2013.
Chafin sucedió al demócrata Phillip Puckett, quien renunció a su puesto luego del período ordinario de sesiones de la Asamblea General de 2014. Anteriormente, Chafin había representado al Cuarto Distrito en la Cámara de Delegados de Virginia, a la que fue elegido sin oposición en noviembre de 2013, sucediendo al demócrata conservador Joseph P. Johnson. El Cuarto comprende el condado de Dickenson y partes de los condados de Russell, Wise y Washington.

## Vida personal
Chafin y su esposa, Lora, tuvieron tres hijos juntos. Era de Lebanon, Virginia.
Chafin falleció por complicaciones de COVID-19 en el Centro Médico VCU de Richmond, Virginia a la edad de sesenta años.